# 宋彥錫
宋彥錫（韓語：송언석；1963年5月16日—）是韓國官僚、政治家。現任國民力量非常對策委員長，他亦是第 20、21和22屆國會議員。

## 教育經歷
- 1970-1976 畢業於金泉中央國小
- 1976-1979 畢業於金泉石泉中學
- 1979-1982 畢業於慶北高中
- 1979-1982 畢業於首爾國立大學法學院，法學學士學位
- 1982 畢業於首爾國立大學研究生院，公共行政碩士學位
- 1982 畢業於紐約州立大學布法羅分校研究生院，經濟學碩士學位
- 1982 畢業於紐約州立大學布法羅分校研究生院，經濟學博士學位

## 生涯
- 通過第29屆行政考試
- 企劃財政部政府改革處財務第一組組長
- 企劃財政部興建交通預算處處長
- 2005年5月 企劃預算部財政戰略辦公室均衡發展政策組組長
- 2006年9月 企劃預算部財政戰略辦公室財政政策處處長
- 總統國家經濟顧問委員會對外產業局長
- 國家緊急事務管理署消防產業振興政策審議委員會委員
- 2010年9月至2012年1. 韓國企劃財政部|計畫財政部] 預算室，行政預算審查官
- 2012. 1.~2013. 4. 韓國企劃財政部|計畫財政部] 預算室，經濟預算審查官
- 韓國海洋科學技術研究院，當然院長
- 2013. 4.~2014. 8. 韓國企劃財政部|計畫財政部] 預算室，預算審查官
- 2014. 8.~2015. 10. 韓國企劃財政部|計畫財政部] 預算室主任
- 2015. 10.~2017. 6. 韓國企劃財政部次官
- 國民大學特聘教授
- 2018年：加入自由韓國黨
- 2018年2月~2018年9月 自由韓國黨慶尚北道支部金泉市(1996選區)黨員委員會主席
- 2018年6月13日：在2018年大韓民國補選中選任（慶尚北道金泉市(1996選區)黨員，自由韓國黨第一任期）
- 2018年8月~2020年1. 汝矣島研究所 第一副院長
- 2018. 12.~2020. 2. 自由韓國黨 慶尚北道黨 金泉市 黨員委員會委員長
- 2018. 12. 自由韓國黨 院內代表
- 2019. 1.~2019. 2. 自由韓國黨 2.27 中央選舉委員會籌備委員會委員
- 2019. 3.~2019. 5. 自由韓國黨 文在寅政府經濟狀況白皮書特別委員會委員
- 2019. 6.~2019. 9. 自由韓國黨 2020年經濟轉型委員會活力市場經濟分科委員長
- 2019. 6.~2019. 9. 自由韓國黨 2020年經濟轉型委員會總務及2020願景委員會委員
- 2019. 12.~2020. 2. 自由韓國黨 戰略規劃部副部長
- 2020. 3.~2020. 4. 韓國第21屆國會選舉 韓國第21屆國會選舉 未來統合黨 中央選舉對策委員會選舉對策本部長
- 2020年4月15日：韓國第21屆國會選舉 當選（慶尚北道 金泉市，未來統合黨，連任）
- 2020年5月~2020年9月 韓國第21屆國會選舉 金泉市 黨員委員會主席
- 2020年6月~2020年9. 未來統合黨 緊急應變委員會委員長秘書
- 2020. 9.~ 民眾力量黨 慶尚北道黨 金泉市 黨員委員會委員長
- 2020. 9.~2021. 4. 民眾力量黨 緊急應變委員會委員長秘書
- 2020. 9.~2021. 4. 民眾力量黨 湖南同伴國會議員就職典禮名譽議員 (全羅北道全州市)
- 2020. 10.~2021. 4. 國民力量黨 立法陪伴分科委員、弱勢陪伴委員會委員
- 2021. 9.~2021. 11. 第20屆總統選舉 國民力量黨 尹錫悦 總統初選候選人政策本部政策調整本部長
- 2021. 12.~2022. 1. 第20屆總統選舉 國民力量黨 尹錫悦 總統候選人選舉戰略委員會政策調整本部長兼民生復興政策推進組秘書長
- 2021. 12.~2022. 3. 第20屆總統選舉 國民力量黨 慶北復興選舉戰略委員會選舉戰略委員會共同委員長
- 2022. 1.~2022. 3. 第20屆總統選舉 國民力量黨 尹錫悦 總統候選人政策本部政策調整本部部長兼民生復興政策推進組首席秘書
- 2022. 3.~2023. 4. 國民力量黨 首席副院內代表
- 2022. 5.~2022. 6. 第八屆同時地方選舉 人民力量黨 市民賦權選舉對策委員會席位對策本部長
- 2022. 7.~2022. 7. 人民力量黨 選舉管理委員會委員長（負責常任委員長選拔）
- 2022. 9.~2022. 9. 人民力量黨 選舉管理委員會委員長（負責院內代表及國會指導委員會委員長選拔）
- 2022. 10.~2022. 10. 人民力量黨 選舉管理委員會委員長（負責國會副議長候選人選拔）
- 2022. 12.~2022. 12. 人民力量黨 選舉管理委員會委員長（負責常任委員長候選人選拔）
- 2023. 3.~2023. 4. 人民力量黨 國會院內代表選舉營運委員會委員長兼國會運作委員會委員長
- 2023. 7.~2024. 7. 人民力量黨 慶尚北道黨委員長
- 2023. 10. 人民力量黨 地方基礎醫療革新工作隊委員
- 2023. 10.~2024. 4. 人民力量黨 政策委員會政策協調委員會第一政策協調委員會委員長（政務、財政、預算、決算委員會）
- 2024. 1.~2024. 4. 第22屆國會選舉 人民力量黨 誓言發展本部發展本部長
- 2024. 2.~2024. 3. 2024年上半年補選 國民力量黨 慶尚北道黨提名管理委員會委員長
- 2024. 3.~2024. 4. 第22屆國會選舉 國民力量黨 慶尚北道選舉對策委員會總選舉委員會委員長
- 2024年4月10日：大韓民國第22屆國會選舉 當選（慶尚北道金泉市，國民力量黨，第3屆）
- 2024. 6.~2024. 7. 國民力量黨政策委員會、緊急民生財稅改革特別委員會委員長
- 2024. 11.~2024. 12. 國民力量黨民生經濟特別委員會副委員長
- 2025. 5.~2025. 6. 國民力量黨總統候選人、慶尚北道選舉戰略委員會常任顧問
- 2025. 5.~2025. 6.: 第21屆總統選舉 國民黨 金文洙 總統候選人，大韓民國經濟重建委員會委員長
- 2025. 5.~2025. 6.: 第21屆總統選舉 國民黨 金文洙 總統候選人，金文洙實體經濟團隊經濟戰略委員會委員長
- 2025. 6.~: 國民力量黨 院內代表
- 2025. 6.~2025. 6.: 人民力量黨 緊急應變委員會委員（當然委員）
- 2025. 6.~: 人民力量黨 緊急應變委員會委員長
- 2025. 6.~: 汝矣島研究所 會長

### 立法活動
- 2018. 6.~2020. 5. 第20屆國會議員（慶尚北道金泉市，自由韓國黨 → 未來統合黨，第一任期）
  - 2018. 7.~2019. 2. 第20屆國會下半年行政安全委員會委員
  - 2018. 7.~2019. 5. 第20屆國會下半年預算清算特別委員會委員
  - 2018. 12.~2019. 8. 第20屆國會指導委員會後半期委員
  - 2019. 2.~2020. 5. 第20屆國會國土交通委員會後半期委員
  - 2019. 10.~2020. 5. 第20屆國會預算清算特別委員會後半期委員
- 2020. 5.~2024. 5. 第21屆國會議員（慶尚北道金泉市，未來統合黨 → 國民力量黨 → 無黨派 → 國民力量黨，連任）
  - 2020. 7.~2022. 5. 第21屆國會國土交通委員會前半期委員
  - 2020. 7.~2024. 5. 韓國轉型經濟論壇委員
  - 2022. 3.~2022. 5. 第21屆國會前半期國會指導委員會書記
  - 2022. 3.~2022. 6. 第21屆國會前半國會倫理特別委員會委員
  - 2022. 7.~2023. 4. 第21屆國會後半期國會指導委員會書記
    - 第21屆國會後半期國會指導委員會委員長、國會指導改進小組委員會委員長
    - 第21屆國會後半期國會指導委員會委員長、預算與決算審查小組委員會委員

  - 2022. 7.~2024. 5. 第21屆國會計畫財政委員會後半部委員
    - 第21屆國會計畫財政委員會後半部、經濟財政小組委員會委員

  - 2022. 7.~2023. 2. 第21屆國會後半部、情報委員會委員
    - 第21屆國會後半部、情報委員會、預算結算基金審查小組委員會委員

  - 2022. 7.~2022. 7. 第21屆國會後半部、預算結算特別委員會委員
  - 2022. 12.~2023. 4. 第21屆國會後半部、倫理特別委員會書記
    - 第21屆國會倫理特別委員會第二小組委員會主席

  - 2023. 7.~2024. 5. 第21屆國會後半年預算解決特別委員會秘書
    - 第21屆國會後半年預算解決特別委員會委員長、預算解決特別委員會預算審查小組委員會委員
    - 第21屆國會後半年預算解決特別委員會預算法案調整小組委員會委員
- 2024. 5.~ 第22屆國會議員（慶尚北道金泉市，國民力量黨，第3屆）
  - 2024. 6.~2024. 7. 第22屆國會前半年預算解決特別委員會委員
  - 2024. 6.~2025. 6. 第二十二屆國會上半年度計畫與財政委員會主席
  - 2024年7月~第二十二屆國會上半年度例會副主席
  - 第二十二屆國會上半年度國會指導委員會委員，2025年6月~第二十二屆國會上半年度資訊委員會委員
  - 第二十二屆國會上半年度環境與勞動委員會委員，2025年7月

## 簡介
他通過了第29屆行政考試，並在企劃預算部門工作。2015年10月21日至2017年6月，他擔任第七屆企劃財政部第二副部長。2018年大韓民國補選中，他以自由韓國黨候選人身分競選金泉市議員，並當選為第20屆國會議員。之後，他在2020年和2024年大選中均當選該選區的議員。

## 黨派歸屬
| 黨派歸屬   | 黨派歸屬   | 歸屬期限 |
| ---------- | ---------- | -------- |
| 自由韓國黨 | 2018~2020  | 進入政界 |
| 統合未來黨 | 2020       | 合併     |
| 人民力量黨 | 2020~2021  | 黨名變更 |
| 獨立       | 2021       | 退黨     |
| 國民力量   | 2021年至今 | 回歸政黨 |